# وزارة الصحة العامة (لبنان)
وزارة الصحة العامة هي الجهة الحكومية في لبنان التي تُعنى بالحفاظ على الصحة العامة، ورفع مستواها، وذلك بتأمين الوقاية من الأمراض، ومعالجة المرضى المحتاجين، والإشراف على المؤسسات الصحية، مقرها في العاصمة اللبنانية بيروت تأسست في العام 1944. يشغل المنصب حاليًا الوزير ركان ناصر الدين.

## دوائر الوزارة
تتضمن الوزارة عدد من الدوائر مقسّمة كما يلي:

### دوائر مركزية
- المديرية العامة:
  - دائرة المعلوماتية
  - دائرة المشاريع والبرامج
  - دائرة الرقابة على المستشفيات الحكومية
  - مصلحة الديوان
  - مديرية الوقاية الصحية
  - مديرية العناية الطبية
  - مديرية المختبر المركزي للصحة العامة

### دوائر اقليمية
تمثّل وزارة الصحة العامة في كل محافظة باستثناء محافظة بيروت، وفي مركز كل قضاء بقسم للصحة العامة مُلحق بمصلحة المحافظة.
- مصلحة الصحة العامة
- قسم القضاء. (أقضية لبنان)

## نبذة من الصلاحيات والمهام
تتلخص بعض مهام الوزارة في مختلف الدوائر بما يلي:
- إعداد المقترحات بالتشريع والتعديل في القوانين والأنظمة المتعلّقة بكافة حقول الصحّة العامة.
- وضع وتنفيذ نظام متكامل للمعلوماتية، خزن وتنسيق المعلومات، القيام بالاعمال الاحصائية، ربط وزارة الصحة العامة مع مختلف المؤسسات الصحية الدولية بالإضافة إلى مؤسسات الدولة الأخرى
- المساعدة في إعداد وتنسيق المشاريع وتحليلها وعرضها.
- اقتراح تنسيق العمل بين جميع المؤسسات العامة.
- مراقبة نوعية وكلفة الخدمات الطبية المقدمة.
- تحضير مشاريع تعديل القوانين والانظمة العائدة لشؤون الوقاية الصحية.
- وضع المناهج لمكافحة الامراض الانتقالية بالتعاون مع الدوائر المختصة.
- القيام بدراسة مشاكل الصحة العامة المتعلقة بقضايا الامومة والطفولة والإرشاد الصحي وصحة المدارس.
- جمع المعلومات المتعلقة بالاحداث الحيوية، ومنها الولادات والوفيات، والامراض وخاصة الانتقالية منها.
- الاشراف على مستشفيات الوزارة ومستوصفاتها وعلى المؤسسات المتعاقدة.
- الاشراف الفني على سير العمل في صيدليات الوزارة.

## نبذة عن أهداف الوزارة
- حماية صحة السكان والمساهمة في شبكة الأمان الاجتماعي، بالإضافة إلى تحسين فرص الحصول على الرعاية الصحية.
- القضاء والسيطرة على الأمراض المعدية وغير المعدية المنتشرة في البلاد.
- تحسين إدارة النظام الصّحي وتحسين نوعية خدمات الرعاية الصحية.
- تعزيز تنمية الموارد البشرية بالإضافة إلى تعزيز بحوث الأنظمة الصحّية.

## روابط خارجية
- وزارة الصحة العامة